# Mallarahosahalli, Belur
Mallarahosahalli là một làng thuộc tehsil Belur, huyện Hassan, bang Karnataka, Ấn Độ.